# Branwell Brontë
Patrick Branwell Brontë (Thornton, 26 giugno 1817 – Haworth, 24 settembre 1848) è stato un pittore, scrittore e insegnante britannico.

## Biografia

### Infanzia e formazione

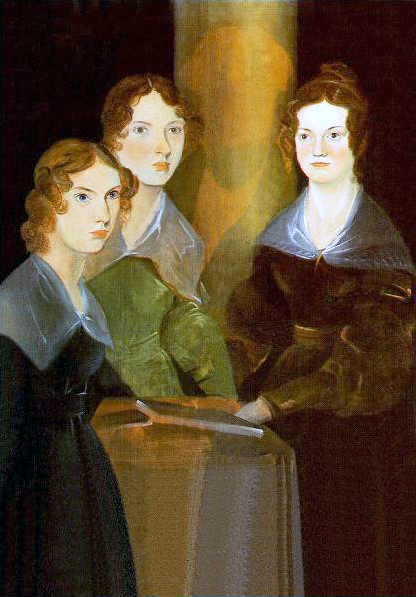
Ritratto delle sorelle Brontë realizzato da Branwell Brontë nel 1834

Patrick Branwell Brontë nacque a Thornton, nel West Yorkshire, quarto dei sei figli di Patrick Brontë e Maria Branwell; era il fratello minore di Charlotte Brontë e il maggiore di Emily e Anne Brontë. Mentre le sorelle furono educate in collegio a Cowan Bridge, Branwell fu educato a casa dal padre, curato di Haworth dal 1821, che gli impartì un'eccellente educazione classica. Branwell era presente alla morte di entrambe le sorelle maggiori, Maria ed Elizabeth, stroncate dalla tubercolosi contratta alla scuola di Cowan Bridge. Inizialmente molto legato alla sorella Charlotte, insieme a lei trascorse l'infanzia e l'adolescenza, creando mondi immaginari e, in particolare, quello di Angria, in cui erano ambientate le loro storie, ricche di spunti presi da Omero, dai racconti di Esopo e delle “Mille e una notte” e popolate dai personaggi politici e letterari più in vista dell’epoca, da Napoleone al Arthur Wellesley. Tra il 1829 e il 1830 il padre assunse l'artista John Bradley per insegnare ai figli a disegnare. Bradley impartì a Branwell i primi rudimenti del disegno e gli studi artistici proseguirono con William Robinson dopo che Bradley emigrò in America. Nel 1834 Branwell dipinse quello che sarebbe diventato il più celebre ritratto delle sorelle Brontë: inizialmente eseguì anche un proprio autoritratto in esso, ma insoddifatto dal risultato, dipinse sopra la propria immagine.
Non è chiaro se e come abbia portato avanti i suoi studi artistici. Nel 1835 avrebbe scritto una lettera alla Royal Academy of Arts chiedendo di essere ammesso e, secondo i primi biografi, Branwell trascorse solo poco tempo a Londra prima di abbandonare gli studi e tornare a casa con un'incipiente dipendenza da alcolici e oppiacei. Studi più recenti mettono in dubbio questa versione dei fatti, affermando che Branwell non si presentò mai alla Royal Academy o che forse non scrisse neanche mai la lettera per l'ammissione né si recò a Londra.

### L'età adulta
Certo è, invece, che tra il 1838 e il 1839 lavorò come ritrattista a Bradford, dove mostrò un discreto talento per bozzetti comici, ma non la tempra del vero artista. Nel 1839 tornò a Haworth per ripassare i classici con il padre nel tentativo di trovare lavoro come precettore. La possibilità di frequentare una università per prepararsi alla carriera ecclesiastica fu scartata in quanto il padre non possedeva mezzi economici sufficienti. Nel gennaio 1840 iniziò a lavorare presso la famiglia Postlethwaite a Broughton-in-Furness. In questo periodo portò avanti i suoi tentativi di intraprendere una carriera letteraria: mandò diverse poesie e traduzioni a Thomas de Quincey e Hartley Coleridge, che lo invitò a proseguire con la sua traduzione delle Odi di Orazio, portata a termine nel giugno 1840. Nella sua biografia sulla famiglia Brontë Juliet Barker afferma che in questo periodo Branwell ebbe un figlio illegittimo, ma altri biografi sono scettici al riguardo. Nel novembre dello stesso anno fu assunto dalla compagnia ferroviaria Manchester and Leeds Railway e due anni più tardi fu licenziato per un furto probabilmente commesso dal suo superiore.
Dopo aver trascorso nove mesi a Haworth, nel gennaio 1843 fu assunto come precettore dalla famiglia del reverendo Edmund Robinson a Thorp Green, dove aveva precedentemente lavorato la sorella Anne. Rimase a servizio della famiglia per trenta mesi prima di essere bruscamente licenziato nel luglio 1845: nei mesi precedenti Brontë si era vantato con gli amici che la padrona di casa si era invaghita di lui e gli aveva mandato una ciocca dei suoi capelli. In una lettera indirizzata all’amico John Brown, appartenente alla stessa loggia massonica di cui faceva parte Branwell, questi si vantava che “la mia padrona è troppo DANNATAMENTE affezionata a me” e la descrive come una bella donna. All’epoca, la signora Robinson nata Lydia Gisborne aveva circa trentasette anni, undici più di Branwell. Brontë aveva l'abitudine di vantarsi di relazioni con un gran numero di donne – spesso infondatamente – ma i biografi sono inclini a credere che una relazione tra Branwell e la signora Robinson sia stata la causa del suo licenziamento, anche se alcuni non hanno escluso possibili atteggiamenti inappropriati con uno dei figli o delle figlie dei Robinson o che abbia falsificato degli assegni. La signora Robinson continuò a mandargli delle piccole somme di denaro per qualche tempo – non è chiaro se per amore o per ricatto – e Brontë si convinse che la donna lo avrebbe sposato dopo la morte del marito.

Dopo il licenziamento tornò ad Haworth, dove si mise in cerca di un nuovo lavoro e tentò di rielaborare le sue storie fanciullesche di Angria in un romanzo, And the Weary are at Rest. In questi anni alcune delle sue poesie furono pubblicate in un giornale locale, rendendo così Branwell il primo dei ragazzi Brontë ad avere una delle sue opere pubblicate. La morte del reverendo Robinson rese evidente il fatto che la vedova non avrebbe sposato Branwell, che scivolò sempre di più nell'abuso di alcol e oppiacei. I debiti e l'ubriachezza di Branwell spinsero la famiglia Brontë in uno stato di profondo imbarazzo e apprensione. Nel 1847 diede accidentalmente fuoco al proprio letto e il padre cominciò a dormire con lui per assicurarsi dell'incolumità del figlio e del resto della famiglia. 

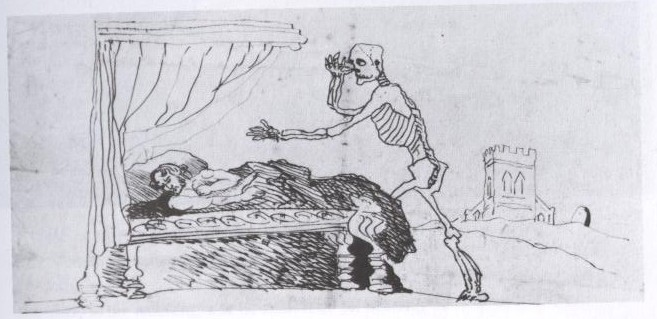
Caricatura di se stesso sul letto di morte (1847)

### La morte
Branwell Brontë morì il 24 settembre 1848 all'età di trentun anni. Il certificato di morte riporta come causa bronchite e “marasma polmonare” ma probabilmente morì dopo un accesso di delirium tremens, complicato dalla tubercolosi di cui soffrivano anche le sorelle, nonché da anni di alcolismo e abuso di laudano. Nella sua biografia di Charlotte Brontë, Elizabeth Gaskell afferma che all'inizio della sua agonia Branwell rifutò di morire da disteso e decise di morire in piedi. Branwell fu sepolto nella cappella di famiglia il 24 settembre 1848; la sorella Emily sarebbe morta meno di tre mesi dopo.

## Nella cultura di massa
Branwell Brontë appare in diversi film incentrati sulla vite delle sorelle Brontë, tra cui Appassionatamente (1946), Les Sœurs Brontë (1979) e Emily (2022), in cui è stato interpretato rispettivamente da Arthur Kennedy, Pascal Greggory e Fionn Whitehead.